# Franjo Ramón od Cardone
Don Franjo Ramón od Cardone (katalonski: Francesc Ramon; Segorbe, 1539. – 12. svibnja 1575.) bio je španjolski plemić, vojvoda Segorbea i Cardone, barun Entençe, markiz Pallarsa Sobire, vikont Villamura te grof Pradesa i Empúriesa.
Njegov je otac bio Don Alfons de Aragón y Portugal, a majka mu je bila Doña Ivana od Cardone, Alfonsova prva supruga, kći Don Fernanda I. od Cardone.
Franjo je naslijedio svoje roditelje, postavši vojvoda, a oženio je Doñu Ángelu de Cárdenas y de Velasco, s kojom nije imao djece.
Franju je naslijedila njegova mlađa sestra, Ivana II. od Empúriesa; on je prvo bio pokopan u katedrali u Segorbeu, ali su njegove kosti kasnije prenijete u samostan Poblet (Real Monasterio de Santa María de Poblet).
| Prethodnik:                                    | Vojvoda Cardone i Segorbea | Nasljednik:            |
| Ivana od Cardone i Alfons de Aragón y Portugal | Vojvoda Cardone i Segorbea | Ivana II. od Empúriesa |